# Fondazione Drosos
La Fondazione Drosos è una fondazione nata nel 2003, con un patrimonio preordinato al finanziamento di attività benefiche e culturali, avente sede a Zurigo.

## Attività
La Fondazione è un ente senza scopo di lucro che deve la propria esistenza a un patrimonio frutto di un consistente lascito di un privato. Scopo dichiarato della fondazione è il finanziamento di progetti che hanno un impatto diretto sul miglioramento delle condizioni di vita di particolari gruppi di persone svantaggiate, perché acquisiscano le competenze per vivere una vita dignitosa e per agire con responsabilità per se stessi, per gli altri e per l'ambiente. Le attività della fondazione sono finanziate dagli interessi sul capitale iniziale. La Fondazione è un ente di beneficenza che si professa indipendente dal punto di vista politico, religioso e ideologico, ha come scopo l'educazione, l'alimentazione e la salute in regioni povere (Nord Africa e Medio Oriente), e la difesa dei diritti umani fondamentali; opera anche nella protezione del clima e dell'ambiente.
Nel 2007, in accordo con l'Organizzazione mondiale della sanità, ha partecipato al progetto Menahra nel Mediterraneo orientale, nel quadro della lotta dell'OMS all'HIV in quel territorio

La Fondazione è attiva anche nelle collaborazioni universitarie.

Il delegato esecutivo della Drosos Franz von Däniken è stato ministro degli esteri svizzero.